# Armand Putzeyse
Armand Putzeyse (Engis, 30 de novembre de 1916 - Sint-Jans-Molenbeek, 24 de novembre de 2003) va ser un ciclista belga que fou professional entre 1938 i 1946.
El 1936, encara com a amateur, va prendre part en els Jocs Olímpics de Berlín, en què guanyà una medalla de bronze en la prova de ruta per equips, junt a Auguste Garrebeek i François Vandermotte. En aquests mateixos Jocs va participar en la cursa individual i en la persecució per equips, quedant en vuitena posició i eliminat en quarts de final respectivament.
El 1936 va guanyar el campionat belga de carretera amateur.

## Palmarès
- 1936
  -  Campió de Bèlgica en ruta amateur
  -  Medalla de bronze als Jocs Olímpics de Berlín en ruta per equips
- 1942
  - 1r a Hollogne-aux-Pierres
- 1943
  - 1r a Wanze